# Жизнь Иисуса (будущий фильм)
«Жизнь Иисуса» (англ. The Life of Jesus) — будущий художественный фильм американского режиссёра Мартина Скорсезе, экранизация романа Сюсаку Эндо, о начале работы над которой стало известно в 2024 году. Одну из ролей в картине сыграет сам режиссёр.

## Сюжет
Литературной основой сценария фильма стал роман японского писателя Сюсаку Эндо «Жизнь Иисуса». Известно, что Скорсезе хочет рассказать в фильме об основных идеях христианства, причём действие будет происходить в начале XXI века.

## В ролях
- Мартин Скорсезе

## Производство и релиз
О начале работы над фильмом стало известно в 2023 году. Скорсезе, по его словам, был вдохновлён встречей с папой римским Франциском. Он сам написал сценарий и намерен сыграть одну из ролей. Съёмки картины начнутся в апреле 2024 года.
Известно, что фильм будет иметь продолжительность всего 80 минут, тогда как две предыдущие ленты Скорсезе, «Убийцы цветочной луны» и «Ирландец», идут по три с половиной часа.